# Mölndal
Mölndal è una città della Svezia, capoluogo del comune omonimo, nella contea di Västra Götaland. Ha una popolazione di 37 233 abitanti.